# Archidendron
Archidendron é um género botânico pertencente à família Fabaceae.

## Espécies
- Archidendron alatumde Wit
- Archidendron alternifoliolatum  (T.L.Wu) I.C.Nielsen
- Archidendron apoense  (Elmer) I.C.Nielsen
- Archidendron arborescens  (Kosterm.) I.C.Nielsen
- Archidendron aruense  (Warb.) Dewit
- Archidendron balansae  (Oliv.) I.C.Nielsen
- Archidendron baucheri  (Gagnep.) I.C.Nielsen
- Archidendron beguinii  de Wit
- Archidendron bellum Harms
- Archidendron bigeminum (L.) I.C.Nielsen
- Archidendron borneense (Benth.) I.C.Nielsen
- Archidendron brachycarpum Harms
- Archidendron brevicalyx Harms
- Archidendron brevipes (K.Schum.) Dewit
- Archidendron bubalinum (Jack) I.C.Nielsen
- Archidendron calliandrum de Wit
- Archidendron calycinum Pulle
- Archidendron chevalieri (Kosterm.) I.C.Nielsen
- Archidendron clypearia (Jack) I.C.Nielsen
  - subsp. subcoriaceum (Thwaites) I.C.Nielsen
- Archidendron cockburnii I.C.Nielsen
- Archidendron conspicuum  (Craib) I.C.Nielsen
- Archidendron contortum (C.Mart.) I.C.Nielsen
- Archidendron cordifolium  (T.L.Wu) I.C.Nielsen
- Archidendron crateradenum (Kosterm.) I.C.Nielsen
- Archidendron dalatense (Kosterm.) I.C.Nielsen
- Archidendron eberhardtii  I.C.Nielsen
- Archidendron ellipticum (Blanco) I.C.Nielsen
- Archidendron fagifolium (Miq.) I.C.Nielsen
- Archidendron falcatum I.C.Nielsen
- Archidendron fallax Harms
- Archidendron forbesii Baker f.
- Archidendron glabrifolium (T.L.Wu) I.C.Nielsen
- Archidendron glabrum  (K.Schum.) Lauterb. & K.Schum.
- Archidendron glandulosum Verdc.
- Archidendron globosum (Blume) I.C.Nielsen
- Archidendron glomeriflorum (Kurz) I.C.Nielsen
- Archidendron gogolense (Lauterb. & K.Schum.) Dewit
- Archidendron grandiflorum (Benth.) I.C.Nielsen
- Archidendron harmsii Malme
- Archidendron havilandii (Ridl.) I.C.Nielsen
- Archidendron hendersonii (F.Muell.) I.C.Nielsen
- Archidendron hirsutum I.C.Nielsen
- Archidendron hispidum (Mohlenbr.) Verdc.
- Archidendron hooglandii Verdc.
- Archidendron jiringa (Jack) I.C.Nielsen
- Archidendron kalkmanii (Kosterm.) I.C.Nielsen
- Archidendron kerrii (Gagnep.) I.C.Nielsen
- Archidendron kinubaluense (Kosterm.) I.C.Nielsen
- Archidendron kubaryanum (Warb.) Schumann & Lauterb.
- Archidendron kunstleri  (Prain) I.C.Nielsen
- Archidendron laoticum (Gagnep.) I.C.Nielsen
- Archidendron lovelliae (Bailey) I.C.Nielsen
- Archidendron lucidum (Benth.) I.C.Nielsen
- Archidendron lucyi F.Muell.
- Archidendron megaphyllum Merr. & L.M.Perry
- Archidendron merrillii (J.F.Macbr.) I.C.Nielsen
- Archidendron microcarpum (Benth.) I.C.Nielsen
- Archidendron minahassae (Koord.) I.C.Nielsen
- Archidendron molle (K.Schum.) Dewit
- Archidendron monopterum (Kosterm.) I.C.Nielsen
- Archidendron mucronatum Harms
- Archidendron muellerianum (Maiden & R.T.Baker) Maiden & B
- Archidendron multifoliolatum (H.Q. Wen) T.L. Wu
- Archidendron muricarpum (Kosterm.) Verdc.
- Archidendron nervosum de Wit
- Archidendron novo-guineense (Merr. & L.M.Perry) I.C.Nielsen
- Archidendron oblongum (Hemsl.) de Wit
- Archidendron occultatum (Gagnep.) I.C.Nielsen
- Archidendron oppositum (Miq.) I.C.Nielsen
- Archidendron pachycarpum (Warb.) Dewit
- Archidendron pahangense (Kosterm.) I.C.Nielsen
- Archidendron palauense (Kaneh.) I.C.Nielsen
- Archidendron parviflorum Pulle
- Archidendron pauciflorum (Benth.) I.C.Nielsen
- Archidendron pellitum (Gagnep.) I.C.Nielsen
- Archidendron poilanei (Kosterm.) I.C.Nielsen
- Archidendron ptenopum  Verdc.
- Archidendron quocense (Pierre) I.C.Nielsen
- Archidendron ramiflorum (F.Muell.) Kosterm.
- Archidendron robinsonii (Gagnep.) I.C.Nielsen
- Archidendron royenii Kosterm.
- Archidendron rufescens Verdc.
- Archidendron sabahense I.C.Nielsen
- Archidendron scutiferum (Blanco) I.C.Nielsen
- Archidendron sessile (Scheff.) Dewit
- Archidendron syringifolium (Kosterm.) I.C.Nielsen
- Archidendron tenuiracemosum Kaneh. & Hatus.
- Archidendron tetraphyllum (Gagnep.) I.C.Nielsen
- Archidendron tjendana (Kosterm.) I.C.Nielsen
- Archidendron tonkinense I.C.Nielsen
- Archidendron trichophyllum (Kosterm.) I.C.Nielsen
- Archidendron trifoliolatum de Wit
- Archidendron triplinervium (Kosterm.) I.C.Nielsen
- Archidendron turgidum (Merr.) I.C.Nielsen
- Archidendron utile (Chun & F.C.How) I.C.Nielsen
- Archidendron vaillantii (F.Muell.) F.Muell.
- Archidendron whitei I.C.Nielsen
- Archidendron xichouense (C. Chen & H. Sun) X.Y. Zhu
- Archidendron yunnanense (Kosterm.) I.C.Nielsen